# Ingenua

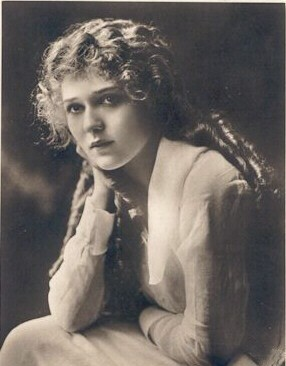
L'attrice Mary Pickford recita in un classico ruolo da Ingenua

L’ingenua (francese: ingénue) è un personaggio tipo della letteratura, del cinema e del teatro. Il termine indica quei personaggi femminili che, per la loro giovinezza, bellezza e mancanza di astuzia, si trovano spesso in situazioni pericolose e complicate. L'ingenua è, infatti, bella, candida, giovane, verginale e, appunto, naif. In quanto tale, l'ingenua è spesso vittima di altri personaggi, spesso il Millantatore. La figura dell'ingenua spesso coincide con quella della damigella in pericolo. A causa della sua età, questo personaggio non è ancora sposato, ma vive con il padre o, comunque, un'altra figura spiccatamente paterna. La ragazza ha spesso occhi grandi “da cerbiatto”, quasi da bambina. La femme fatale è in netta contrapposizione con il personaggio dell'ingenua. 
L'ingenua è spesso un personaggio di una storia d'amore. Visto il personaggio, non si parla di amore carnale e/o sessuale, bensì di un amore puro e casto. Il personaggio dell'ingenua è simile a quello della ragazza della porta accanto.
Nel musical e nell'opera, il ruolo dell'ingenua è ricoperto da un soprano lirico.